# Фронтівка
Фро́нтівка — село в Україні, в Оратівській селищній громаді Вінницького району Вінницької області. Розташоване на обох берегах річки Гірський Тікич (притока Тікичу) за 16 км на південь від смт Оратів. У селі знаходиться зупинний пункт Фронтівка. Населення становить 557 осіб (станом на 1 січня 2018 р.). 

## Історія
Станом на 1885 рік у колишньому власницькому селі Підвисочанської волості Липовецького повіту Київської губернії мешкало 893 особи, налічувалось 105 дворових господарств, існували православна церква, школа, 3 постоялих будинки та вітряний млин.
За переписом 1897 року кількість мешканців зросла до 1345 осіб (644 чоловічої статі та 701 — жіночої), з яких 1305 — православної віри.
12 червня 2020 року, відповідно розпорядження Кабінету Міністрів України № 707-р «Про визначення адміністративних центрів та затвердження територій територіальних громад Вінницької області», село увійшло до складу Оратівської селищної громади.
19 липня 2020 року, в результаті адміністративно-територіальної реформи та ліквідації Оратівського району, село увійшло до складу Вінницького району.

## Населення

### Мова
Розподіл населення за рідною мовою за даними перепису 2001 року:
| Мова       | Кількість | Відсоток |
| ---------- | --------- | -------- |
| українська | 716       | 97.68%   |
| російська  | 11        | 1.50%    |
| румунська  | 5         | 0.68%    |
| білоруська | 1         | 0.14%    |
| Усього     | 733       | 100%     |

## Галерея

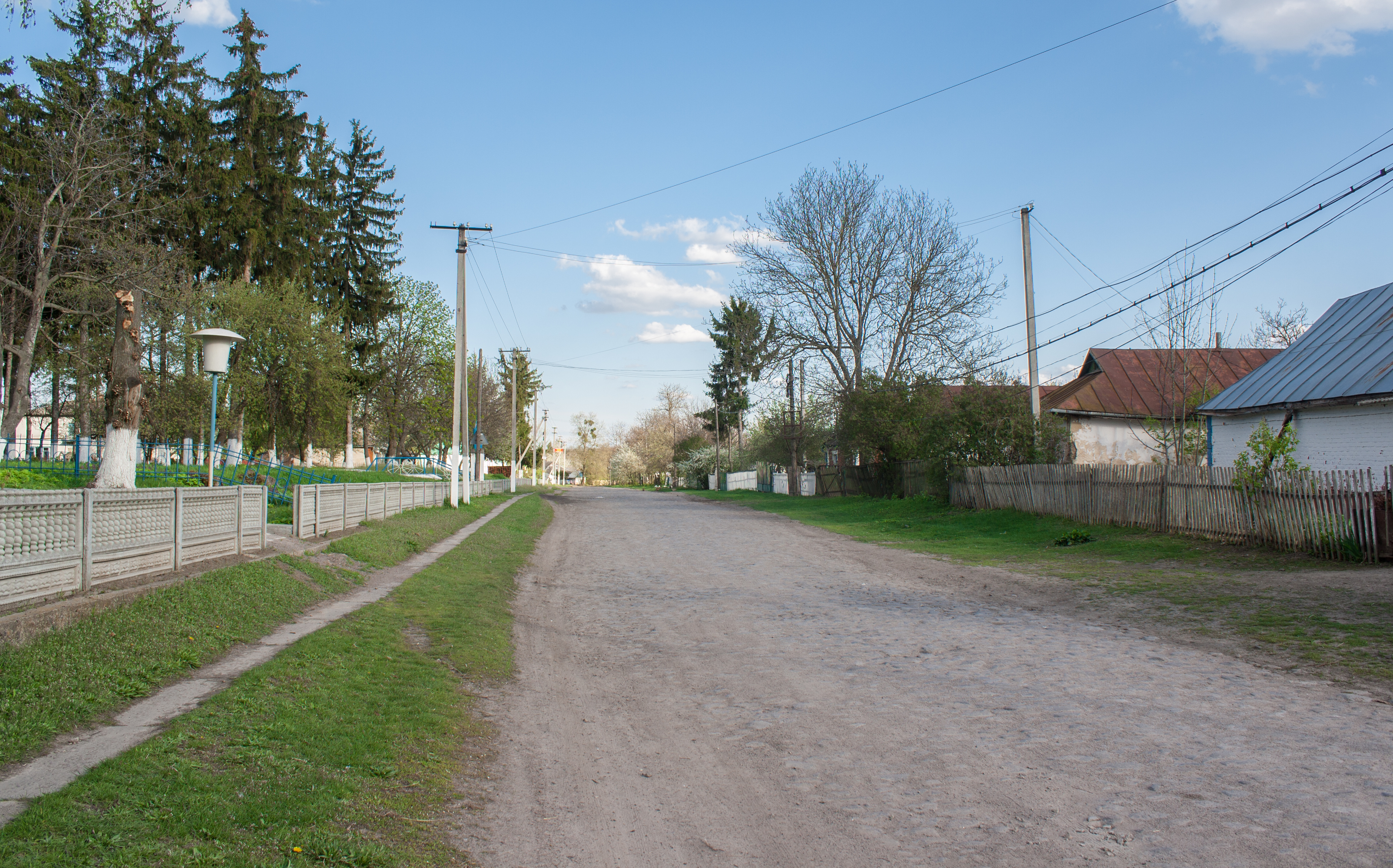
Вулиця Центральна
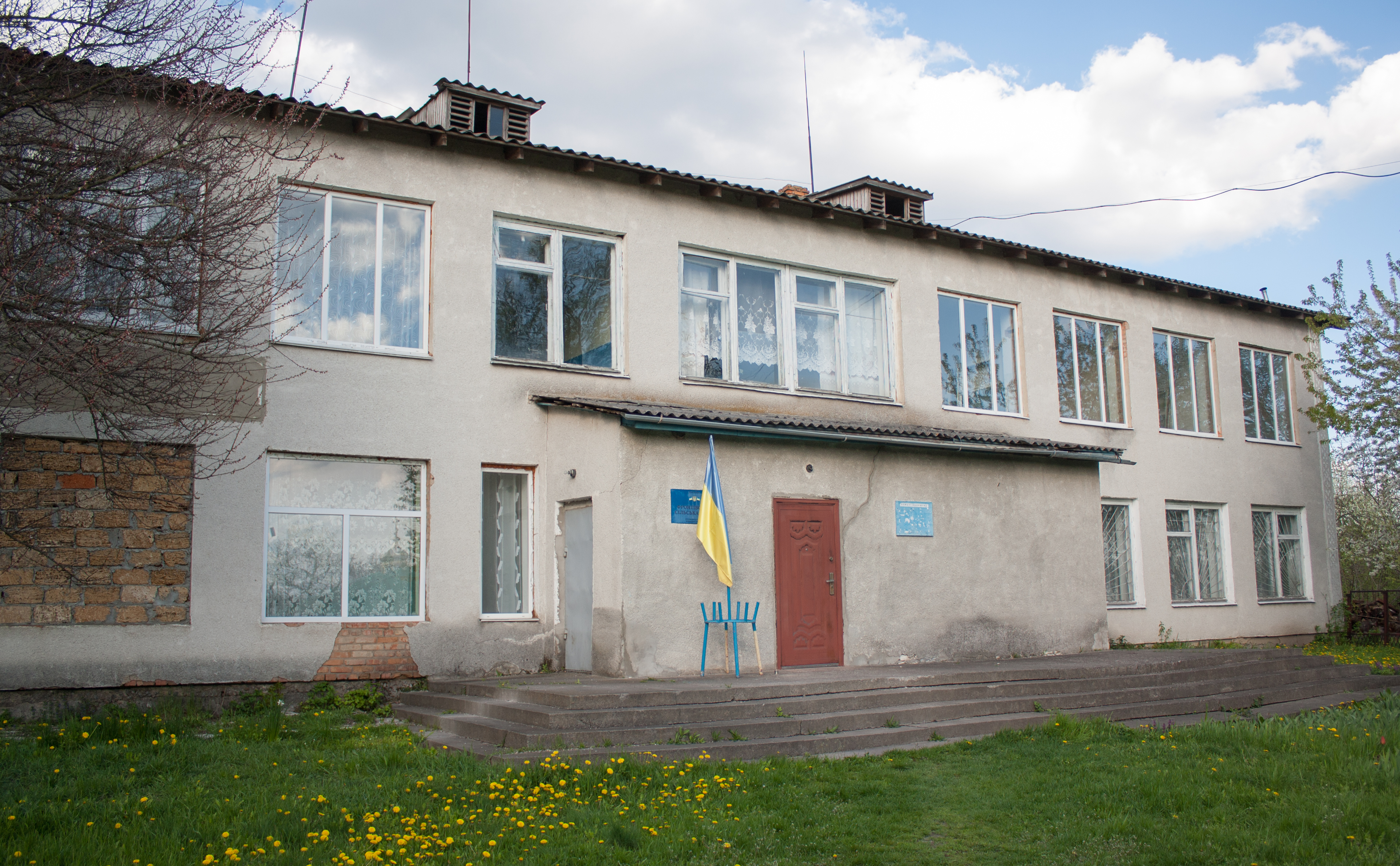
Сільська рада
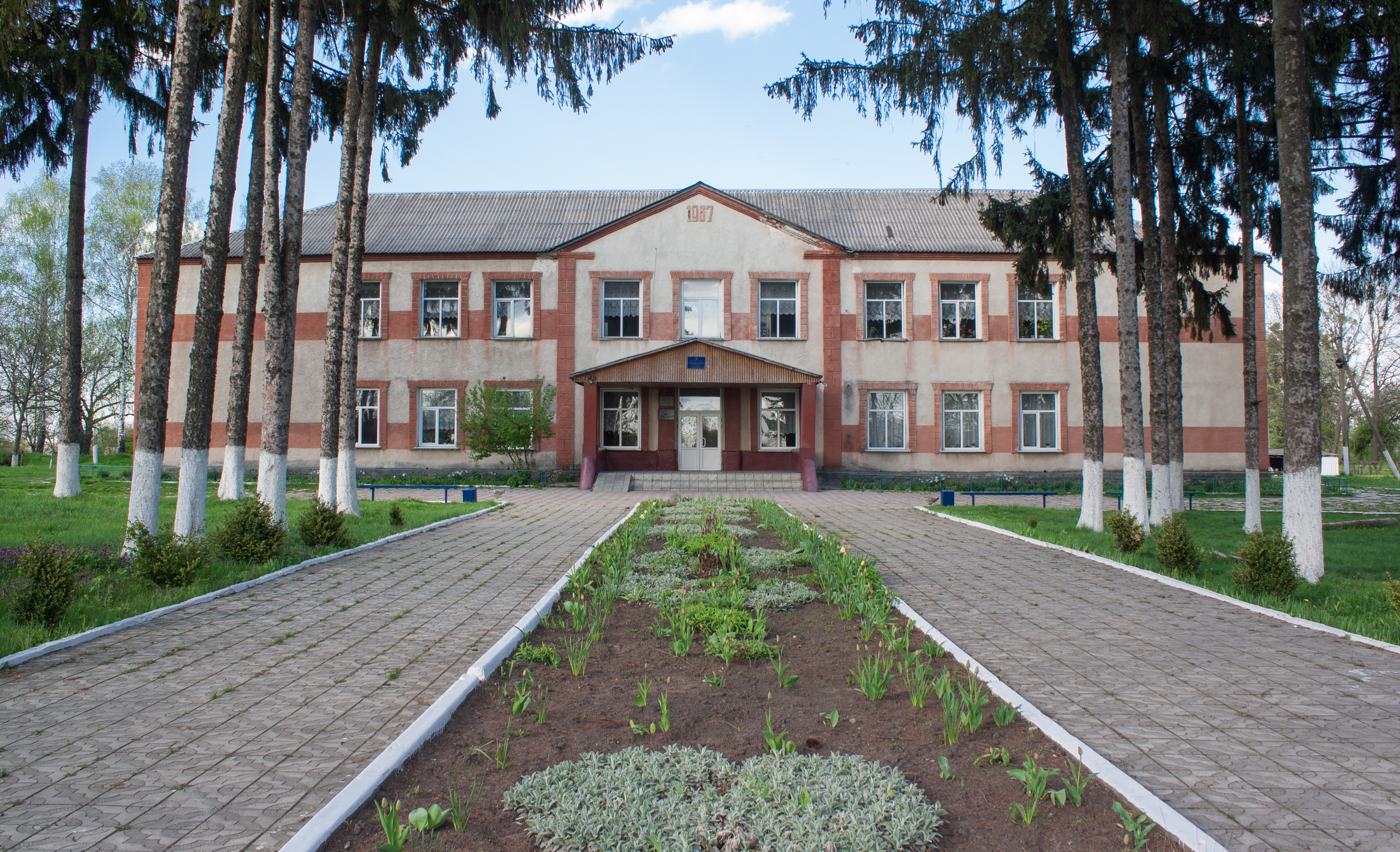
Школа
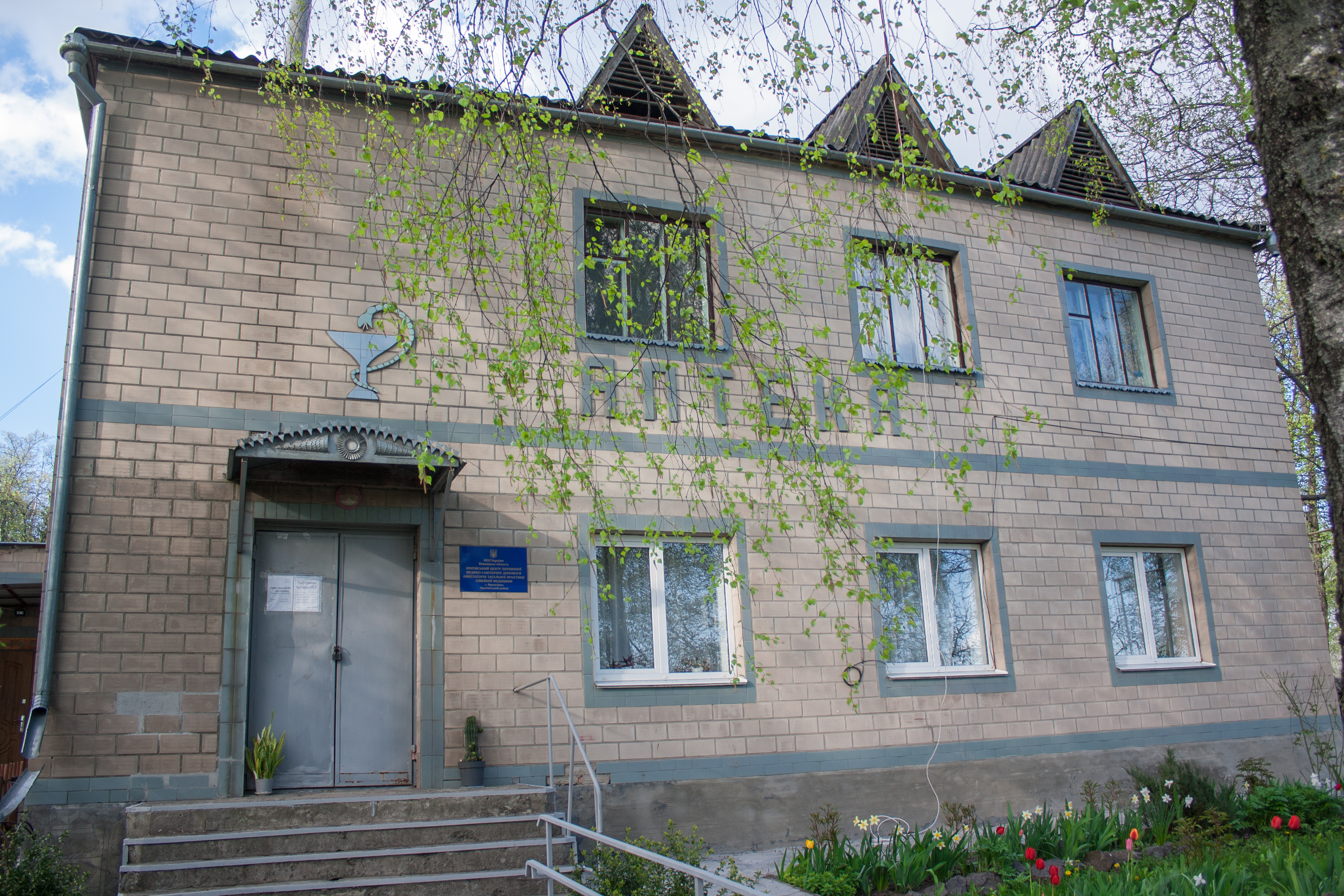
Амбулаторія
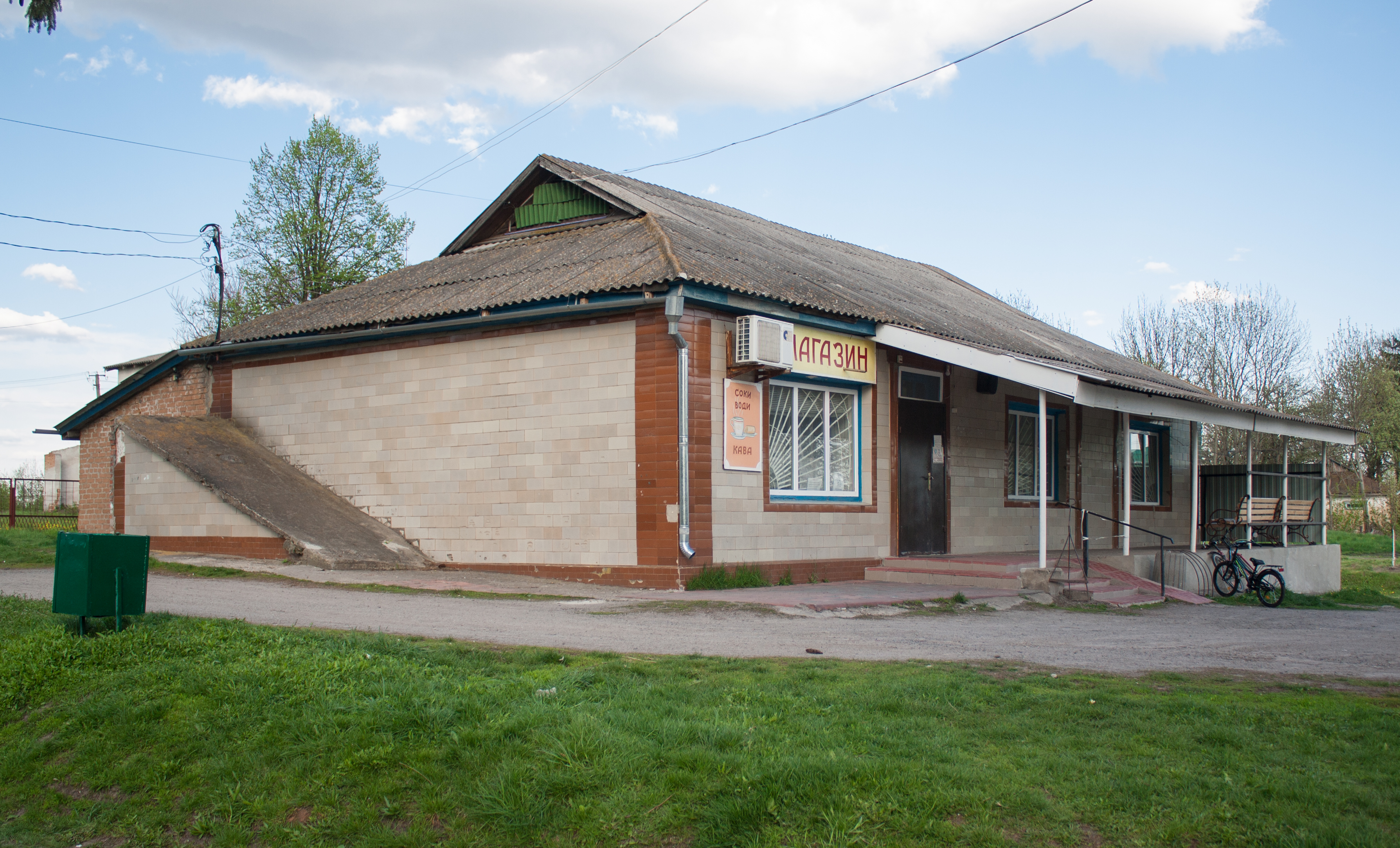
Магазин
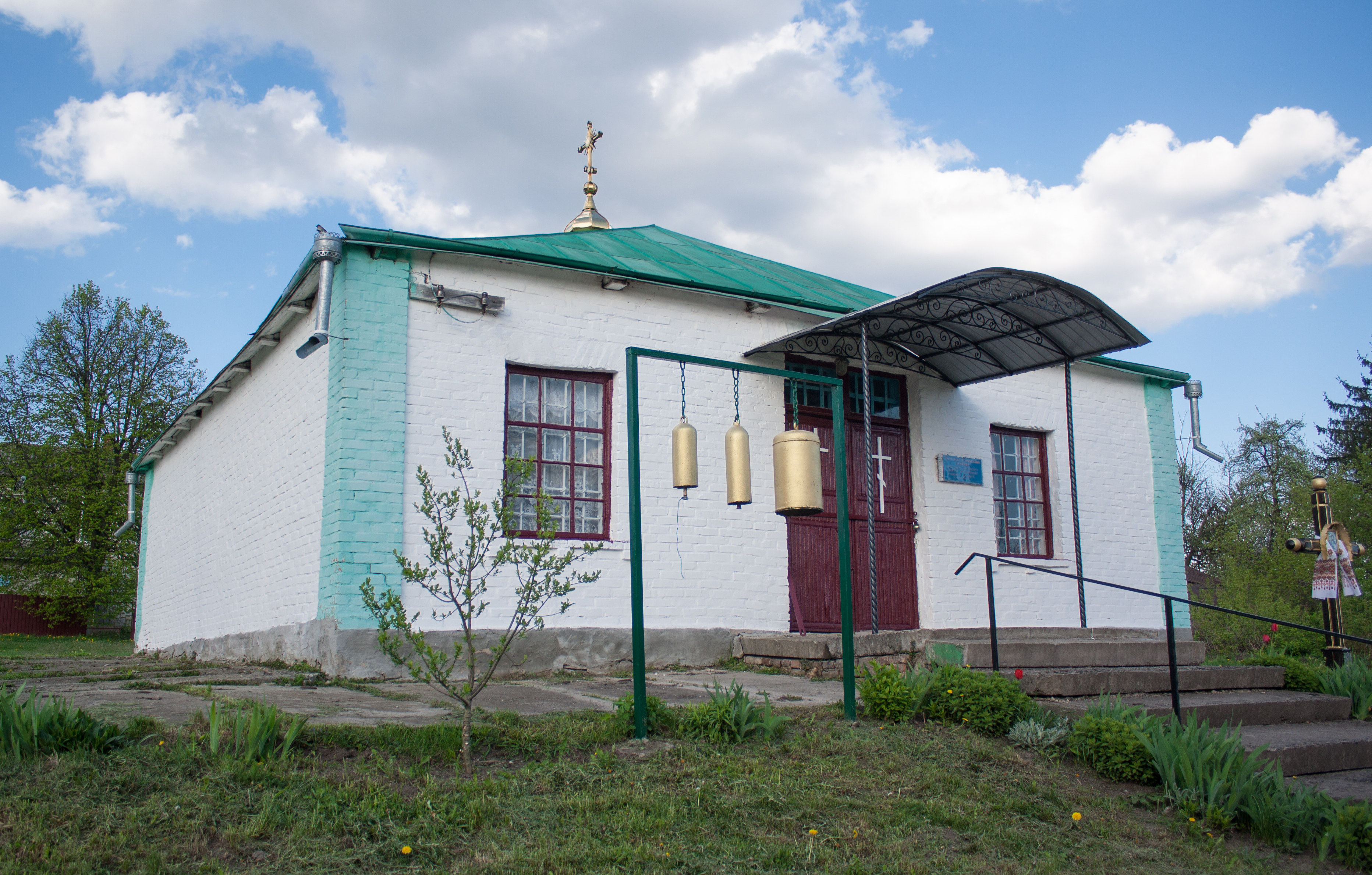
Церква
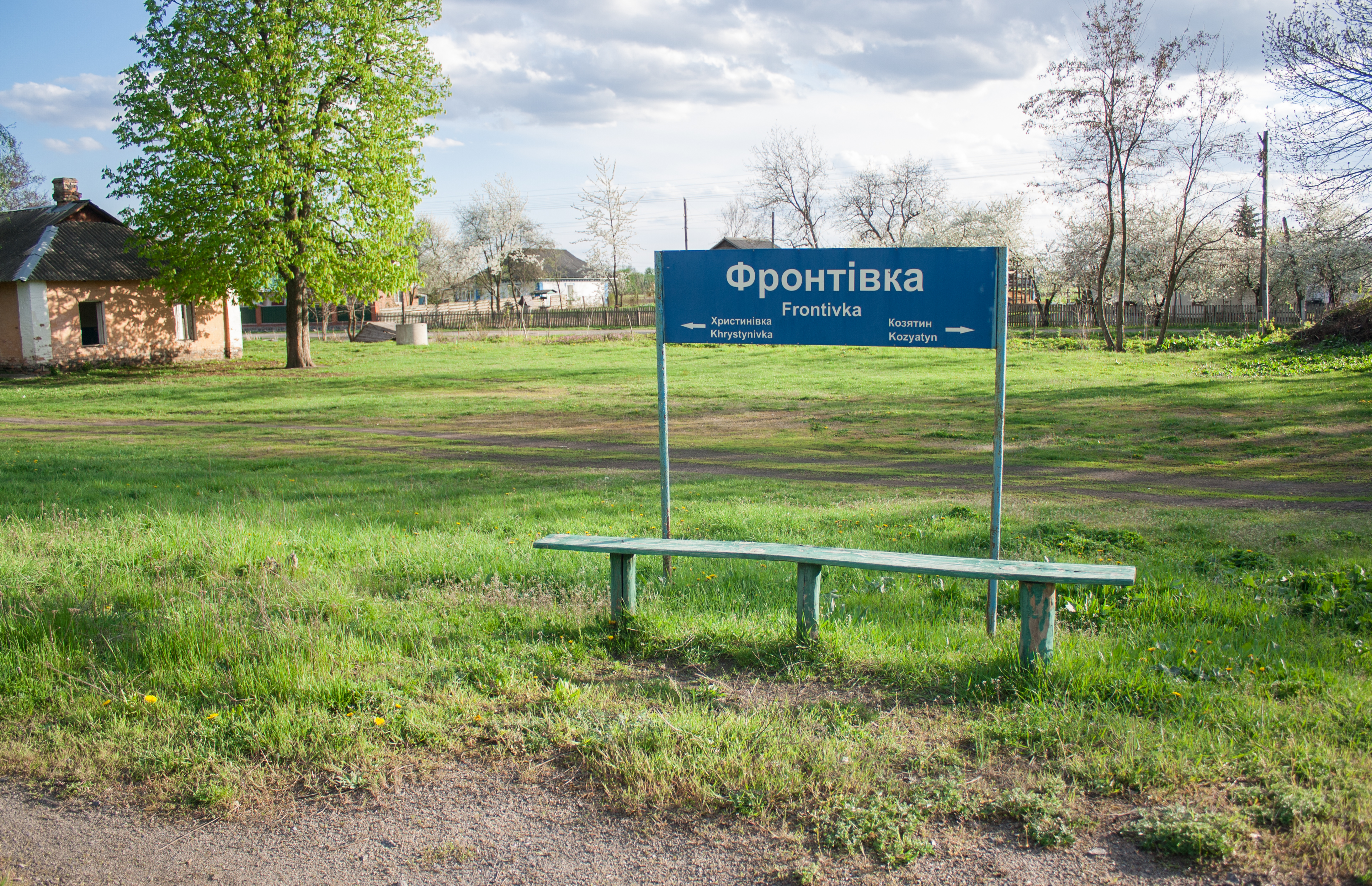
Зупинний пункт Фронтівка
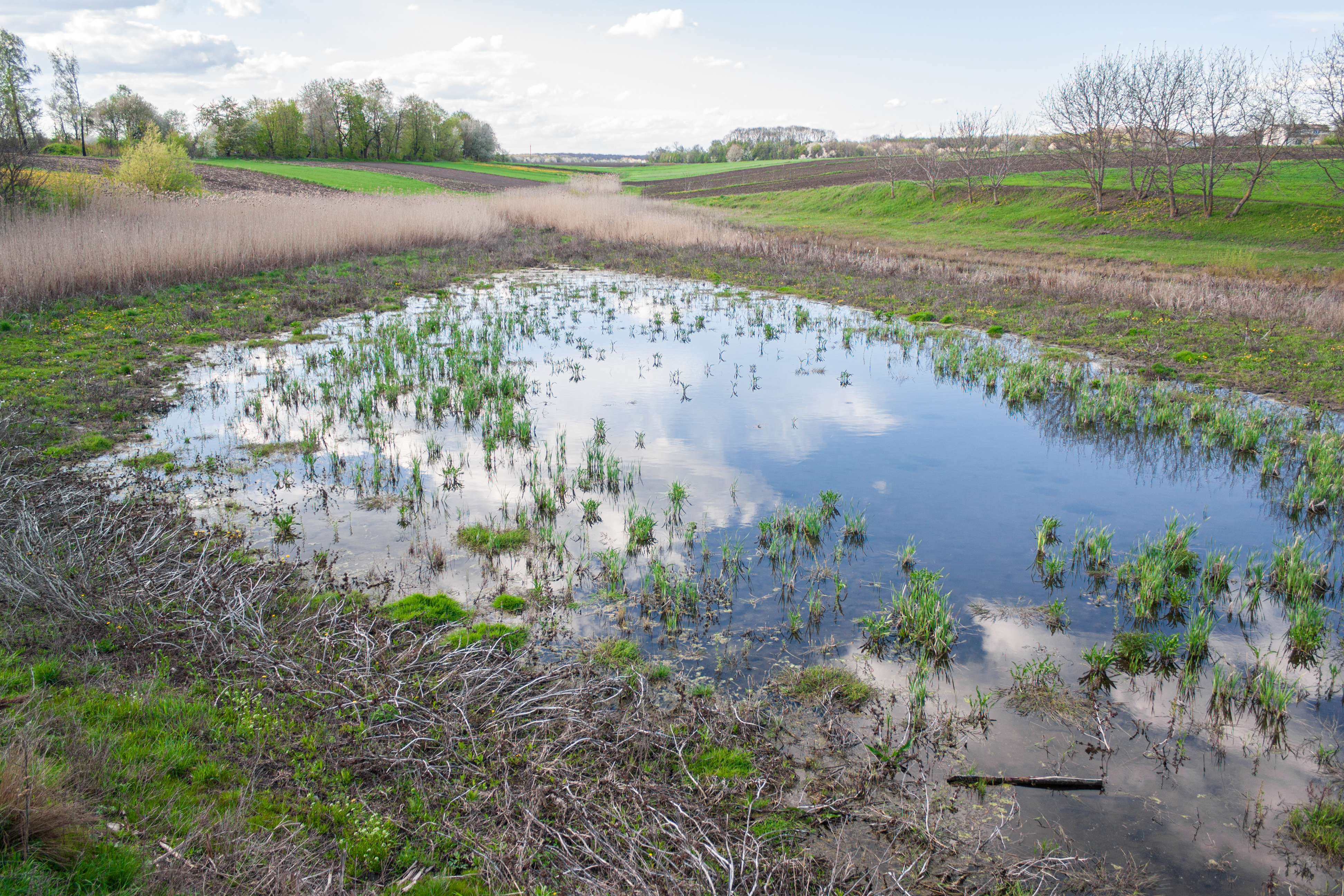
Місце витоку річки Гірський Тікич
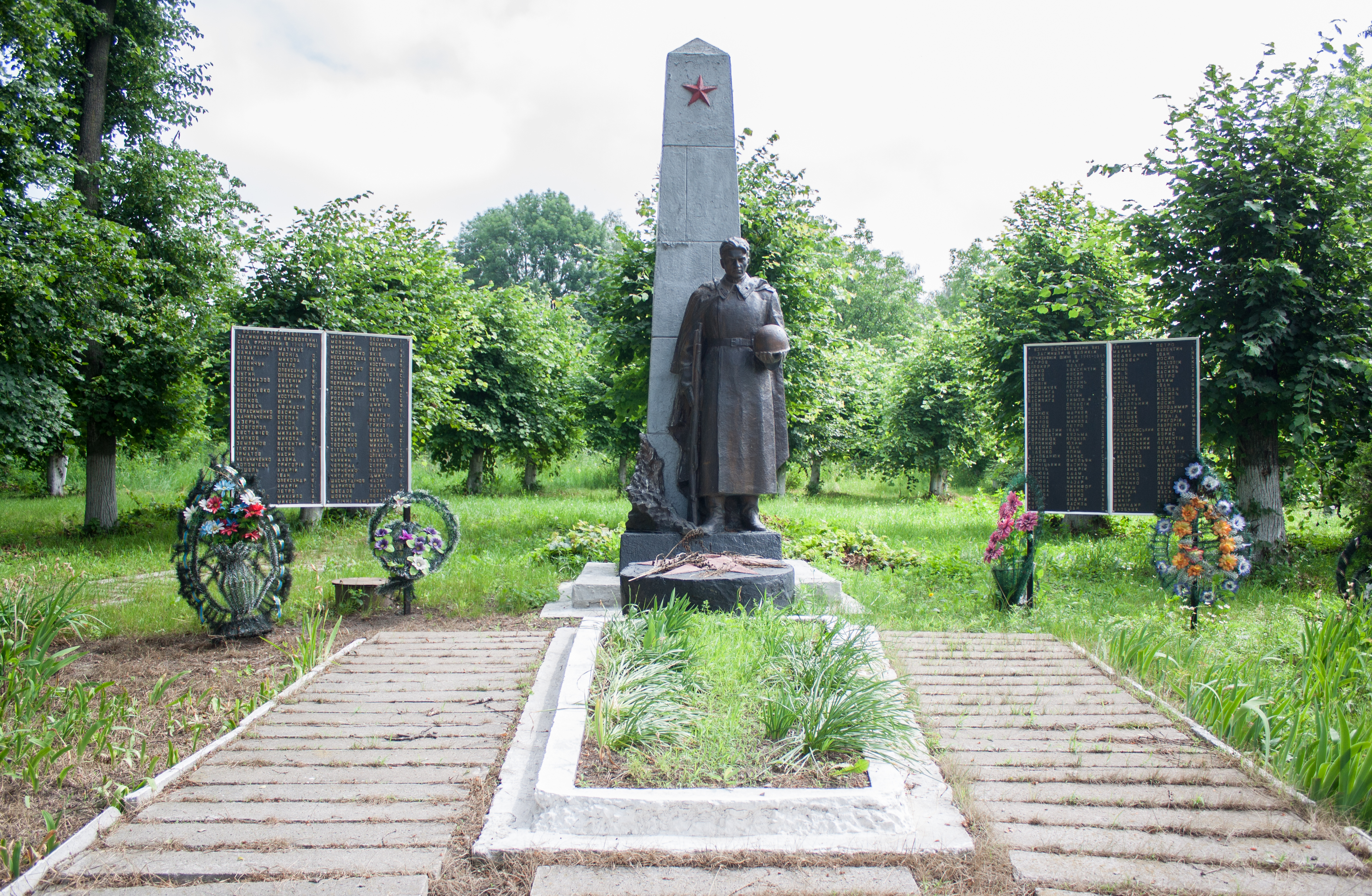
Братська могила радянських воїнів